# 가고시마 시덴 2계통
가고시마 시영 전철 2계통(일본어: 鹿児島市電2系統)은 가고시마 시 교통국이 운행을 행하는 노면 전차 운행 계통의 하나이다. 가고시마시의 가고시마에키마에 역을 기점으로 해, 다카미바바, 가고시마추오에키마에, 시리쓰뵤인마에, 신덴 (고쓰쿄쿠마에), 도소를 경유해, 고리모토에 이른다. 1991년경까지는 가타마치 선 노선 연장의 자취로 시야쿠쇼마에 발착이었다.
노선별로 나누면, 이른바, '노면 전차'의 제1기 선의 일부로 제2기 선과 도소 선이 이 계통에 해당한다.

## 정류장 목록
| 노 선      | 역명                 | 일어 역명      | 접속 노선                                                                     |
| ---------- | -------------------- | -------------- | ----------------------------------------------------------------------------- |
| 제 1 기 선 | 가고시마에키마에     | 鹿児島駅前     | 규슈 여객철도 가고시마 본선 · 닛포 본선                                       |
| 제 1 기 선 | 사쿠라지마산바시도리 | 桜島桟橋通     |                                                                               |
| 제 1 기 선 | 스이조쿠칸구치       | 水族館口       |                                                                               |
| 제 1 기 선 | 시야쿠쇼마에         | 市役所前       |                                                                               |
| 제 1 기 선 | 아사히도리           | 朝日通         |                                                                               |
| 제 1 기 선 | 이즈로도리           | いづろ通       |                                                                               |
| 제 1 기 선 | 덴몬칸도리           | 天文館通       |                                                                               |
| 제 1 기 선 | 다카미바바           | 高見馬場       | 가고시마 시 교통국 노면전차 1계통                                             |
| 제 2 기 선 | 가지야초             | 加治屋町       |                                                                               |
| 제 2 기 선 | 다카미바시           | 高見橋         |                                                                               |
| 제 2 기 선 | 가고시마추오에키마에 | 鹿児島中央駅前 | 규슈 여객철도 규슈 신칸센 · 가고시마 본선 · 닛포 본선 · 이부스키마쿠라자키 선 |
| 도 소 선   | 미야코도리           | 都通           |                                                                               |
| 도 소 선   | 나카스도리           | 中洲通         |                                                                               |
| 도 소 선   | 시리쓰뵤인마에       | 市立病院前     |                                                                               |
| 도 소 선   | 신덴 (고쓰쿄쿠마에)  | 神田(交通局前) |                                                                               |
| 도 소 선   | 도소                 | 唐湊           |                                                                               |
| 도 소 선   | 고가쿠부마에         | 工学部前       |                                                                               |
| 도 소 선   | 준신가쿠엔마에       | 純心学園前     |                                                                               |
| 도 소 선   | 나카고리             | 中郡           |                                                                               |
| 도 소 선   | 고리모토             | 郡元           | 가고시마 시 교통국 노면전차 1계통                                             |

## 같이 보기
- 가고시마 시 교통국
- 가고시마 시영 전철 제2기 선
- 가고시마 시영 전철 도소 선